# 95-й Нью-Йоркский пехотный полк
95-й Нью-Йоркский пехотный полк (95th New York Volunteer Infantry Regiment) — представлял собой один из пехотных полков армии Союза во время Гражданской войны в США. Полк был сформирован к весне 1862 года и прошёл все сражения войны на Востоке от второго сражения при Булл-Ран до сражения при Аппоматтоксе, и был расформирован в июле 1865 года.

## Формирование
Полк был сформирован полковником Джорджем Биддлем в Нью-Йорке 6 марта 1862 года. Он образовался путём объединения восьми рот, набранных Биддлем и двух рот, набранных полковником Дженкинсом для другого полка. Роты полка были приняты на службу в федеральную армию на три года в разное время - от ноября 1861 до марта 1862. Роты были набраны в основном в Нью-Йорке (A, B, C, D, G и H), Нью-Йорке и Бруклине (Е), Хэверстро (F), Синг-Синг (I), Кармеле, Пекскии, Синг-Синг и Уайт-Плейнс (К).
Первым командиром полка стал полковник Джордж Биддль, подполковником Джеймс Пост и майором Эдвард Пай.

## Боевой путь
18 марта 1862 года полк покинул Нью-Йорк и отправился в Вашингтон, где был размещён в укреплениях столицы и введён в отряд Уодсворта. В мае полк перевели в Аквила-Крик и включили  в бригаду Эбнера Даблдея (одну из бригад департамента Раппаханок). 26 июня 1862 года часть войск департамента Раппаханок стала III корпусом Вирджинской армии. Бригада Даблдея стала 2-й бригадой 1-й дивизии (Руфуса Кинга) этого корпуса.
В августе началась Северовирджинская кампания, полк участвовал в перестрелках у реки Раппаханок, после чего бригада Даблдея втянулась в первое боевое столкновение второго сражения при Булл-Ран: бой при Броунерс-Фарм, но Даблдей после в бой только два полка, оставив 95-й в резерве. Всего в ходе кампании полк потерял 13 человек убитыми, 20 человек ранеными и 80 пропавшими без вести.
После сражения Вирджинская армия была расформирована и дивизия Кинга стала 1-й дивизией I корпуса Потомакской армии. 95-й под командованием майора Пая, принял участие в Мерилендской кампании и сражался в Южных горах, где потерял 1 человека убитым и 9 ранеными. К началу сражения при Энтитеме майор пай стал подполковником, но бригада Даблдея не была введена в бой и полк потерял всего 1 человека.

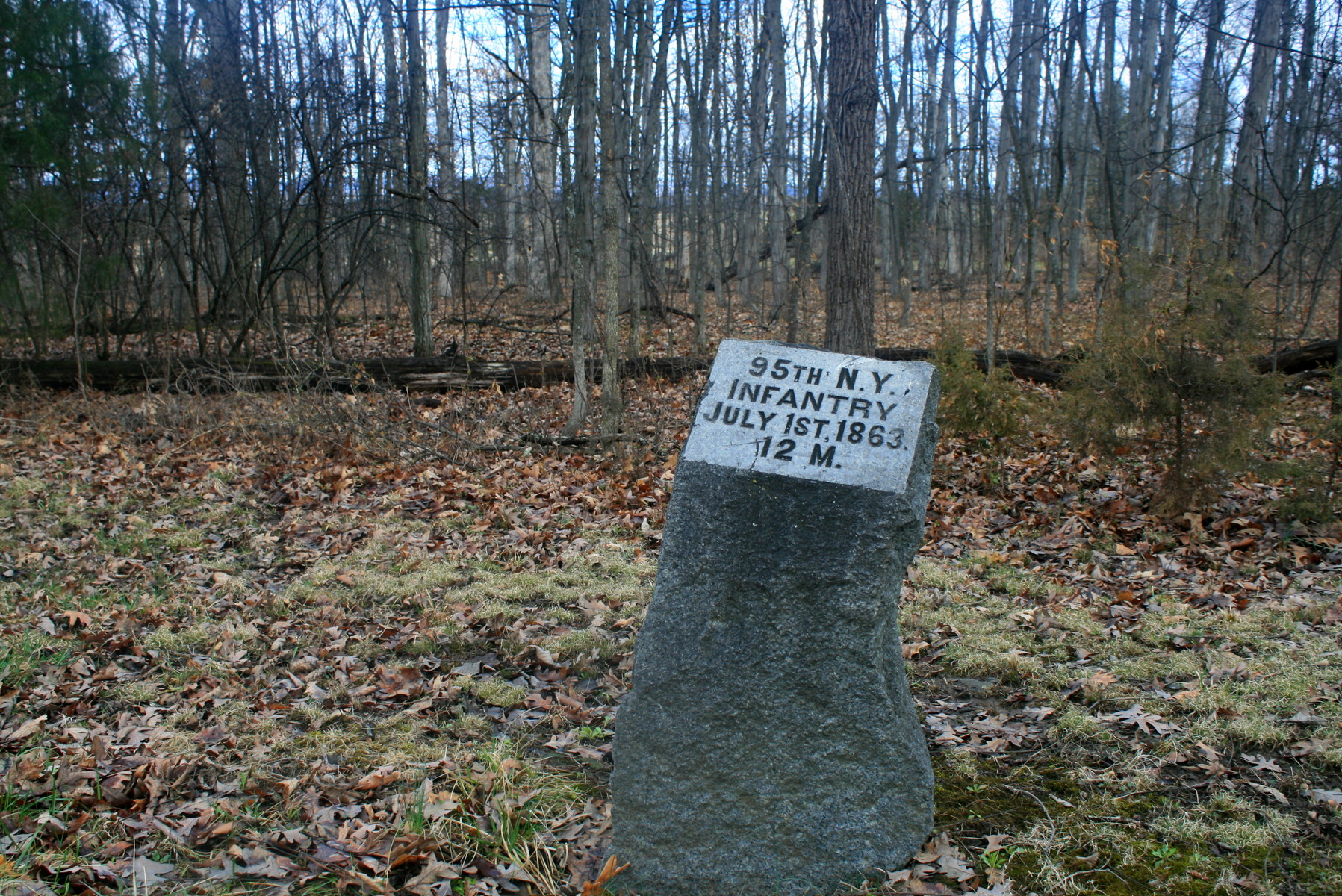
Маркер позиции 95-го под Геттисбергом